# Justin Mapp
Justin Mapp, född den 18 oktober 1984, är en amerikansk fotbollsspelare, som till vardags spelar som mittfältare för Sporting Kansas City i Major League Soccer.
Mapp blev draftad av D.C. United som fyra totalt i 2002 års MLS SuperDraft, men det blev bara inhopp för honom i D.C. United. Under försäsongen inför 2003 års säsong skickade D.C. United Mapp till Chicago Fire i utbyte mot mittfältaren Dema Kovalenko.
I Fire gjorde han 172 matcher och 14 mål i grundserien, han har även hjälpt Fire till två vinster i Lamar Hunt U.S. Open Cup.

## Statistik

### Grundserien
| Säsong | Klubb              | Liga                | Matcher | Mål |
| ------ | ------------------ | ------------------- | ------- | --- |
| 2002   | D.C. United        | Major League Soccer | 3       | 0   |
| 2003   | Chicago Fire       | Major League Soccer | 21      | 3   |
| 2004   | Chicago Fire       | Major League Soccer | 24      | 3   |
| 2005   | Chicago Fire       | Major League Soccer | 29      | 3   |
| 2006   | Chicago Fire       | Major League Soccer | 26      | 2   |
| 2007   | Chicago Fire       | Major League Soccer | 13      | 0   |
| 2008   | Chicago Fire       | Major League Soccer | 30      | 2   |
| 2009   | Chicago Fire       | Major League Soccer | 21      | 1   |
| 2010   | Chicago Fire       | Major League Soccer | 10      | 0   |
| 2010   | Philadelphia Union | Major League Soccer | 15      | 1   |
| 2011   | Philadelphia Union | Major League Soccer | 29      | 3   |
| 2012   | Montreal Impact    | Major League Soccer | 27      | 2   |
| 2013   | Montreal Impact    | Major League Soccer | 27      | 2   |
| 2014   | Montreal Impact    | Major League Soccer | 23      | 0   |
| 2015   | Montreal Impact    | Major League Soccer | 5       | 0   |
| Totalt | Totalt             | Totalt              | 290     | 22  |

### Slutspelet
| Säsong | Klubb        | Slutspel | Matcher | Mål |
| ------ | ------------ | -------- | ------- | --- |
| 2003   | Chicago Fire | MLS Cup  | 3       | 0   |
| 2005   | Chicago Fire | MLS Cup  | 1       | 0   |
| 2006   | Chicago Fire | MLS Cup  | 2       | 1   |
| 2007   | Chicago Fire | MLS Cup  | 1       | 0   |
| 2008   | Chicago Fire | MLS Cup  | 3       | 0   |
| 2009   | Chicago Fire | MLS Cup  | 1       | 0   |
| Total  | Total        | Total    | 11      | 1   |